# Беднягина (хутор)
Бедня́гина (Кубанец) — хутор в Тимашёвском районе Краснодарского края России, образует сельское поселение Кубанец (по названию бюджетообразующего предприятия — совхоза «Кубанец»), являясь его административным центром.

## География
Хутор расположен по берегам запруженной речки Кирпильцы (приток Кирпилей) в степной зоне.
Железнодорожная платформа 61 км на линии Краснодар — Тимашёвск (11 км).

## История
Хутор основан 24 июня 1875 года, когда герою Крымской войны, полковнику Иову Игнатовичу Беднягину за заслуги перед царём и Отечеством передали в вечное пользование 380 десятин земли.

## Население
| 2002  | 2010  | 2012  | 2013  | 2014  | 2015  | 2016  |
| ----- | ----- | ----- | ----- | ----- | ----- | ----- |
| 2426  | ↘2417 | ↗2470 | ↗2592 | ↗2621 | ↗2688 | ↗2738 |
| 2017  | 2018  | 2019  | 2020  | 2021  | 2023  |       |
| ↘2728 | ↘2692 | ↘2655 | ↘2627 | ↗2740 | ↗2750 |       |

## Уличная сеть
| - Заднепровских, пер. - Зелёный пер. - Красный пер. - Юбилейный пер. - Восточная ул. - Гаражная ул. - Западная ул. - Заречная ул. | - Зелёная ул. - Кирпильская ул. - Кирпичная ул. - Коммунистическая ул. - Липовая ул. - Мира, ул. - Новая ул. | - Окружная ул. - Российская ул. - Садовая ул. - Спортивная ул. - Школьная ул. - Юбилейная ул. - Южная ул. |